# Pěnkavčí vrch
Pěnkavčí vrch (deutsch Finkenkoppe, auch Finkenkuppe) ist mit 792 m n.m. der zweithöchste Berg des Lausitzer Gebirges in Tschechien.

## Lage und Umgebung
Die massive Phonolitherhebung befindet sich 2,5 km westlich der Lausche (793 m, tschech. Luž) und wird durch einen hohen Buchenwald bedeckt. Über den Berg verläuft die Wasserscheide zwischen den Einzugsgebieten von Elbe und Oder, die nördlichen und westlichen Quellen und Bäche führen ihr Wasser zur Lausur und Mandau, während die Zuflüsse zum Hamerský potok (Hammerbach) und Boberský potok (Boberbach) über die Svitávka (Zwittebach) und Ploučnice (Polzen) zur Elbe abfließen.
Nördlich der Finkenkoppe ist, getrennt durch das Tal des Milířka (Kohlhaubach), in etwa anderthalb Kilometer Entfernung der Weberberg (711 m) vorgelagert, über den die deutsch-tschechische Landesgrenze verläuft. Der Hamerský potok (Hammerbach) bildet die natürliche Grenze im Osten. Das gegen Westen gelegene Tal des Lesenský potok (Goldflössel) und des Míšeňský důl (Meißengrund) trennt die Finkenkoppe von dem Massiv, aus dem Jedlová (Tannenberg) und Tolštejn (Tollenstein) herausragen. Südwestlich, am Ursprung des Goldflössels, liegt gegenüber dem Kamm Jelení kameny (Hirschenstein) in 605 m der Stožecké sedlo (Schöberpass), über den die zwischen 1794 und 1797 errichtete Straße von Rumburk nach Česká Lípa führt. Südlich des Pěnkavčí vrch erhebt sich der Kegel des 702,5 m hohen Bouřný (Friedrichsberg). Durch den dazwischen liegenden Pass führt die 1937 errichtete vorderste Bunkerreihe der Schöberlinie, eines Teilabschnitts der tschechoslowakischen Landesbefestigung, die hier doppelreihig in leichter Bauart ausgeführt wurde.

## Erschließung

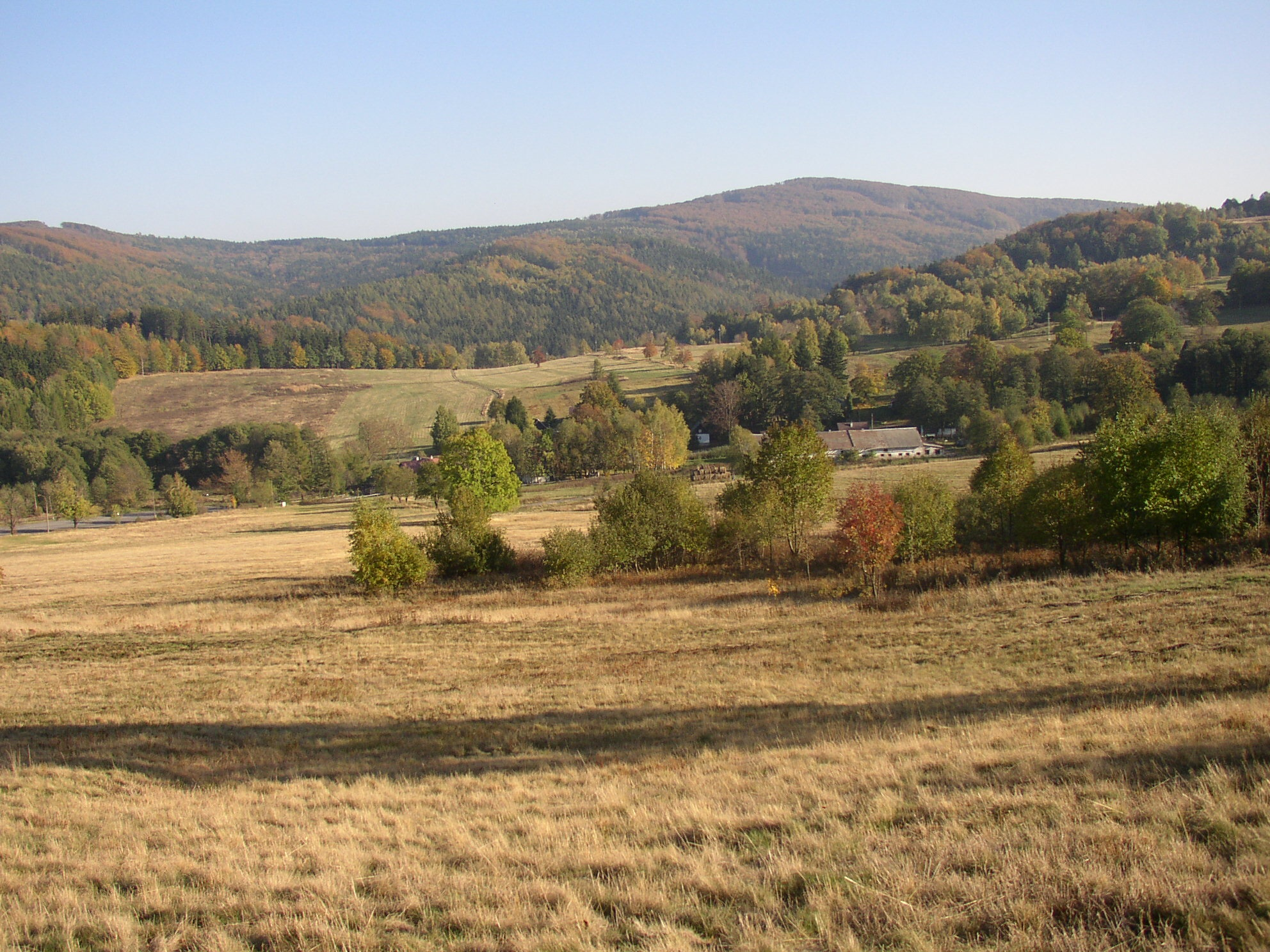
Pěnkavčí vrch vom Křížová hora bei Jiřetín pod Jedlovou

Die touristische Erschließung des Berges erfolgte erst spät. Entlang der über den Gipfel verlaufenden historischen Grenze zwischen den Herrschaften Reichstadt und Rumburg, die noch heute den Okres Děčín vom Okres Česká Lípa trennt, erfolgte ab 1907 die Anlegung eines befestigten Wanderweges vom Vogelherd (Ptačinec) zum Schöbersattel (Stožecké sedlo) und 1909 wurde auf dem Gipfel eine Schutzhütte erbaut, die bereits 1925 einstürzte. Später wurde der Wanderweg wegen der durch hohen Baumbewuchs nur noch stark eingeschränkten Aussichtsmöglichkeiten westlich um den Gipfel herumgeführt. Entlang des alten Wegverlaufs befinden sich noch einzelne Grenzsteine von 1704 und 1750.

## Besonderheiten

### Ptačinec
Der Ptačinec (Vogelherd) ist der nördlichste Ausläufer des Pěnkavčí vrch. Die Erhebung (679 m n.m.) liegt 2,5 Kilometer westlich von Waltersdorf nahe der deutsch-tschechischen Grenze. Über den unterhalb des Vogelherdes zum Weberberg hin befindlichen Bergsattel Černá brána (Schwarzes Tor) führte einst ein Verbindungsweg aus dem Kohlhaugrund (Milířky údolí) bei Innozenzidorf (Lesné) nach der Eisgasse und Waltersdorf.

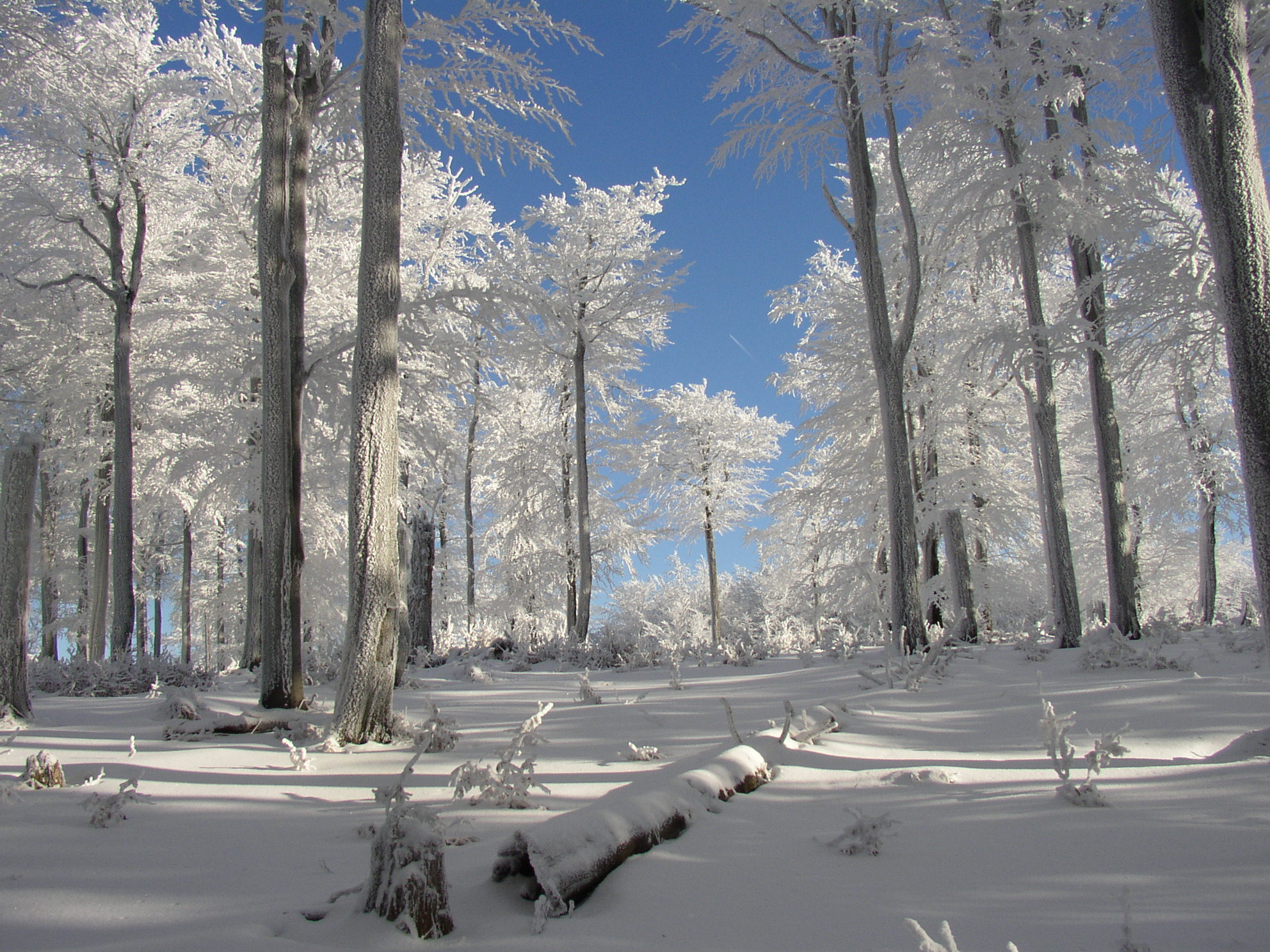
Gipfel der Finkenkoppe (Pěnkavčí vrch) im Winter

Ein direkt auf der Grenze stehender Quarzitfelsen trägt die Bezeichnung Dreiecker (Trojhran). Auf dem 673 m hohen Fels wendet sich die von Osten auf dem Kamm des Lausitzer Gebirges führende Grenze aus dem Gebirge hinaus nach Norden in Richtung Dolní Podluží (Niedergrund) und Varnsdorf (Warnsdorf) ins Nordböhmische Niederland. Neben einem auf dem Felsen angebrachten granitenen neuzeitlichen Grenzstein sind im Felsgestein alte Grenzzeichen und mehrere Jahreszahlen aus der Zeit von 1653 bis 1783 eingehauen. Eine auf deutschem Gebiet angebrachte Tafel erläutert, dass der Fels das Dreiländereck zwischen den Herrschaften Rumburg (R), Reichstadt (RE) und dem Weichbild der Stadt Zittau (Z) darstellte.
Am Westhang des Vogelherdes befinden sich die Vrabčí kámen (Sperlinge), zwei freistehende Quarzitfelsen, die als leichte Kletterfelsen genutzt und auch als Babice bekannt sind.

### Westhang
Am westlichen Hang der Finkenkoppe sind mehrere Felsgebilde zu finden. Unterhalb der Jagdhütte Na milíři am Übergang zur Sandsteinfläche des Teufelsplans (Čertova pláň) ist der über dem Jezevčí důl (Dachsgrund) befindliche Jezevčí kámen (Dachsstein) erwähnenswert.
Weiter in südlicher Richtung zum Tal des Lesenský potok (Goldflössel) hin folgen nacheinander die Basaltfelsen des Klapáč (Pulverschöber, 635 m), Granát (Granatenschöber, 680 m n.m.) und Pětikostelní kámen (Fünfkirchenstein, 689,7 m n.m.). Letzterer hat seinen Namen davon, dass von seiner Aussicht nach Nordwesten fünf Kirchtürme sichtbar sein sollen. Den westlichsten Ausläufer bildet der am Schöberpass (Stožecké sedlo) gelegene Velký Šébr (auch Smrčec, Fichtenschöber, 632,6 m n.m.).